# Новороссийка (Алтайский край)
Новоросси́йка — село в Табунском районе Алтайского края, входит в состав Лебединского сельсовета.

## История
Основано в 1908 году. В 1928 году посёлок Ново-Российский состоял из 135 хозяйств, основное население — русские. В административном отношении находился в составе Воздвиженского сельсовета Славгородского района Славгородского округа Сибирского края.

## Население
| 1926 | 1997 | 1998 | 1999 | 2000 | 2001 | 2002 |
| ---- | ---- | ---- | ---- | ---- | ---- | ---- |
| 749  | ↘93  | ↘90  | ↘86  | ↗91  | ↘73  | ↘52  |
| 2003 | 2004 | 2005 | 2006 | 2007 | 2008 | 2009 |
| ↗59  | ↗67  | ↗71  | ↘70  | ↘59  | ↘53  | ↗55  |
| 2010 | 2011 | 2012 | 2013 |      |      |      |
| ↘52  | ↘49  | ↘41  | ↘39  |      |      |      |

## Улицы
- ул. Маяковского,
- пер. Центральный.